# Нур ад Дин
Нур ад Дин Абу ел Касим Махмуд ибн Имад ад-Дин Зенги ибн Ак Санкар (арап.  11. фебруар 1118. — Дамаск, 15. мај 1174) био је зенгидски владар Сирије од 1146. године до своје смрти 1174. године. Син је великом муслиманског освајача Зенгија и један је од највећих бораца против крсташа кога историја памти. У његовој служби је био и прослављени војсковођа Саладин. Освојио је Дамаск, Египат и Мосул и узео титулу султана. Познат је и по укидању крсташке грофовије Едесе.

## Лик
Нур ад Дин је имао све оне карактеристике које су красиле великог вођу. И сама ситуација у Светој земљи као да му се нудила. Власт је желео наметнути властитим примером и да својом побожношћу стекне поштовање свога народа. Поштовао је оне препоруке Курана које су се односиле на скромност. Укинуо је све порезе сем оних које је дозвољавао Куран. Био је веома образован. Где год је путовао, Нур ад Дин је био окружен гомилом веома учених имама и суфија према којима се односио са најдубљим поштовањем. Промовисао је џихад који је код њега имао теолошку подлогу у Курану. У свим већим градовима почело је проповедање ове ратне доктрине сваког петка, када се муслимани моле у џамијама. Ови методи Нур ад Дина остали су у примени код муслимана све до данас.

## Долазак на власт
Био је млађи син Зенгија, господара Мосула и Алепа. Након Зенгијеве смрти 1146. године, његову државу поделила су два сина: старији Саиф ад-Дин добио је Мосул, а млађи Нур ад Дин Мехмед Алепо. Нур ад Дин се потпуно разликовао од свога оца. Одмах након његове смрти ушао је у његов шатор, скинуо му прстен и ставио га на своју руку. Тиме је доказао да има жељу да настави оно што је његов отац започео – уједињење Блиског истока. Но, њега су за то гонили сасвим други мотиви од његовог оца. Нур ад Дин је био дубоко религиозан, а је та његова религиозност чак прелазила и у фанатизам. Заправо, он се веома мало разликовао од оних крсташа који су водили Први крсташки рат. Њега Мосул није много интересовао и није имао намеру да тамо троши своју снагу; желео је да освоји оне територије које су окруживале Алепо, а онда и оно што је одувек био сан његовог оца – Дамаск.

## Прве године владавине
Прву победу над крсташима је Нур ад Дин однео против Жосцелина II, грофа Едесе који је покушао да поврати град којега је освојио Зенги. У бици која је вођена између ова два владара, Нур ад Дин је однео велику победу. Мртвих крсташа је било преко 30.000, а преко 16.000 је одведено у робље. Жосцелин се успео спасити. Током Другог крсташког рата је повео војску у напад на крсташе који су опседали Дамаск. То је утицало на крсташе да, након само пет дана, подигну опсаду и врате се у Јерусалим. Нур ад Дин је у наредним годинама и сам предузимао неколико опсада Дамаска. Његова упорност је на крају уродила плодом јер је 18. априла 1154. године уз помоћ присталица из града који су му отворили капије, успео да заузме овај важан град у Сирији.
Након завршетка Другог крсташког рата, Нур ад Дина је са малом војском напао Ремон од Поатјеа. У бици код Инаба Нур ад Дин је поразио знатно слабију Ремонову војску. У бици је погинуо и сам Ремон. Дана 4. маја 1150. године заробио је и последњег грофа Едесе, Жосцелина II. Жосцелин је у заробљеништву провео девет година где је и умро. Тако је једна крсташка држава престала да постоји.

## Успон
Муслиманско заузеће Дамаска 1154. године довело је Нур ад Дина у директан сукоб са Јерусалимском краљевином јер је Дамаск већ двадесетак година (и поред опсаде током Другог крсташког похода) био савезник крсташа. Борбе су вођене до 1156. године након чега је Нур ад Дин пристао на плаћање данка у износу од 1000 тиријанских динара. Међутим, мир је веома брзо нарушен по жељи самог Нур ад Дина. У бици код Банијаса 19. јуна 1157. године је скоро у потпуности исечена једна групација крсташа из Јерусалимске краљевине. Краљ Балдуин III једва се спасао.
Нур ад Дин је искористио свађе крсташких вођа које су опседале Шазар да, након њиховог повлачења, заузме град крајем 1157. године. Долазак византијског цара Манојла Комнина у Свету земљу накратко је прекинуо Нур ад Динова освајања. Године 1160. Нур ад Дин је заробио кнеза Антиохије Ренеа од Шатијона. Рене је у ад Диновој тамници провео дугих 16 година. Након смрти Балдуина III (10. фебруар 1162. година) Нур ад Дин је одбио да нападне слабу Јерусалимску краљевину говорећи да није поштено нападати људе које је оборила жалост за њиховим краљем.

## Походи на Египат
Године 1164. Нур ад Дин покреће велики поход на Египат који је у исто време био нападнут од крсташа Јерусалимске краљевине под Амалриком I. Вођство похода препустио је Ширкуу и његовом нећаку Салах ед Дин Јусуфу (касније чувени Саладин). Овај поход се завршио неуспехом и за крсташе и за Нур ад Дина. Нур ад Дин је успео освојити замкове Харим и Банијас (од крсташа), али није ишао даље.
Поновни напад крсташа на Египат 1168. године навео је Нур ад Дина да поново пошаље војску под Ширкуом у помоћ Египћанима. Ширку и Саладин тријумфално улазе у Каиро током 1169. године. Ускоро је цео Египат био под влашћу Нур ад Дина и Саладина.

## Смрт
Године 1170. у саставу Нур ад Динове државе је, сем Алепа био и Мосул, Дамаск и Египат. То му је донело право да своју титулу атабега замени титулом султана. Због наглог успона Саладина могао се очекивати сукоб двојице великих муслиманских вођа. Први сукоби избили су 1171. године када је Саладин дигао опсаду крсташке тврђаве Крак де Монтреал сазнавши да се Нур ад Динова војска приближава. Оправдао се лошим временом, али заправо није желео да Нур ад Дину припадну заслуге за освајање града. До Нур ад Динове смрти Саладин му је био веран. Нур ад Дин је умро 15. маја 1174. године. Наследио га је деветнаестогодишњи син Малик Шах Исмаил од кога је Саладин убрзо преузео власт.